# Michael Tree
Michael Tree (19 février 1934 - 30 mars 2018), né Michael Applebaum, est un altiste américain.

## Biographie
Michael Tree naît le 19 février 1934 à Newark (New Jersey).
D'abord violoniste, il donne un récital à l'âge de 20 ans au Carnegie Hall à New-York et joue comme soliste dans de nombreux orchestres américains. 
Il passe à l'alto lorsqu'il devient l'un des membres du Quatuor Guarneri.
Il meurt le 30 mars 2018 à New-York.